# Notre-Dame-de-Gravenchon
Notre-Dame-de-Gravenchon és un municipi francès situat al departament del Sena Marítim i a la regió de Normandia. L'any 2007 tenia 8.254 habitants.

## Demografia

### Població
El 2007 la població de fet de Notre-Dame-de-Gravenchon era de 8.254 persones. Hi havia 3.318 famílies de les quals 925 eren unipersonals (358 homes vivint sols i 567 dones vivint soles), 1.050 parelles sense fills, 1.070 parelles amb fills i 273 famílies monoparentals amb fills.
La població ha evolucionat segons el següent gràfic:
Habitants censats

### Habitatges
El 2007 hi havia 3.498 habitatges, 3.355 eren l'habitatge principal de la família, 20 eren segones residències i 122 estaven desocupats. 2.457 eren cases i 1.023 eren apartaments. Dels 3.355 habitatges principals, 1.887 estaven ocupats pels seus propietaris, 1.410 estaven llogats i ocupats pels llogaters i 58 estaven cedits a títol gratuït; 128 tenien una cambra, 148 en tenien dues, 537 en tenien tres, 1.128 en tenien quatre i 1.415 en tenien cinc o més. 2.349 habitatges disposaven pel capbaix d'una plaça de pàrquing. A 1.550 habitatges hi havia un automòbil i a 1.367 n'hi havia dos o més.

### Piràmide de població
La piràmide de població per edats i sexe el 2009 era:
| Homes | Edats   | Dones |
| ----- | ------- | ----- |
| 0     | 95 o +  | 12    |
| 12    | 90 a 94 | 32    |
| 28    | 85 a 89 | 100   |
| 24    | 80 a 84 | 56    |
| 68    | 75 a 79 | 124   |
| 140   | 70 a 74 | 180   |
| 168   | 65 a 69 | 208   |
| 208   | 60 a 64 | 228   |
| 212   | 55 a 59 | 136   |
| 324   | 50 a 54 | 316   |
| 304   | 45 a 49 | 340   |
| 296   | 40 a 44 | 332   |
| 308   | 35 a 39 | 300   |
| 288   | 30 a 34 | 292   |
| 288   | 25 a 29 | 336   |
| 200   | 20 a 24 | 176   |
| 380   | 15 a 19 | 348   |
| 396   | 10 a 14 | 324   |
| 344   | 5 a 9   | 256   |
| 264   | 0 a 4   | 264   |

## Economia
El 2007 la població en edat de treballar era de 5.324 persones, 3.649 eren actives i 1.675 eren inactives. De les 3.649 persones actives 3.294 estaven ocupades (1.848 homes i 1.446 dones) i 355 estaven aturades (164 homes i 191 dones). De les 1.675 persones inactives 539 estaven jubilades, 509 estaven estudiant i 627 estaven classificades com a «altres inactius».

### Ingressos
El 2009 a Notre-Dame-de-Gravenchon hi havia 3.283 unitats fiscals que integraven 8.181,5 persones, la mediana anual d'ingressos fiscals per persona era de 18.553 €.

### Activitats econòmiques
Dels 300 establiments que hi havia el 2007, 2 eren d'empreses extractives, 4 d'empreses alimentàries, 4 d'empreses de coc i refinatge, 4 d'empreses de fabricació de material elèctric, 28 d'empreses de fabricació d'altres productes industrials, 26 d'empreses de construcció, 56 d'empreses de comerç i reparació d'automòbils, 16 d'empreses de transport, 21 d'empreses d'hostatgeria i restauració, 2 d'empreses d'informació i comunicació, 17 d'empreses financeres, 14 d'empreses immobiliàries, 54 d'empreses de serveis, 28 d'entitats de l'administració pública i 24 d'empreses classificades com a «altres activitats de serveis».
Dels 81 establiments de servei als particulars que hi havia el 2009, 1 era una gendarmeria, 1 oficina de correu, 5 oficines bancàries, 6 tallers de reparació d'automòbils i de material agrícola, 1 taller d'inspecció tècnica de vehicles, 1 establiment de lloguer de cotxes, 2 autoescoles, 5 guixaires pintors, 1 fusteria, 4 lampisteries, 8 electricistes, 2 empreses de construcció, 11 perruqueries, 1 veterinari, 14 agències de treball temporal, 12 restaurants, 3 agències immobiliàries, 2 tintoreries i 1 saló de bellesa.
Dels 22 establiments comercials que hi havia el 2009, 2 eren supermercats, 1 una gran superfície de material de bricolatge, 3 fleques, 2 carnisseries, 1 una peixateria, 2 botigues de roba, 2 botigues d'equipament de la llar, 1 una botiga d'equipament de la llar, 1 una sabateria, 4 drogueries i 3 floristeries.
L'any 2000 a Notre-Dame-de-Gravenchon hi havia 8 explotacions agrícoles que ocupaven un total de 483 hectàrees.

## Equipaments sanitaris i escolars
El 2009 hi havia 1 centre de salut i 3 farmàcies.
El 2009 hi havia 4 escoles maternals i 4 escoles elementals. Notre-Dame-de-Gravenchon disposava d'un col·legi d'educació secundària amb 564 alumnes.

## Poblacions més properes
El següent diagrama mostra les poblacions més properes.